# Kalnište
Kalnište es un municipio del distrito de Svidník en la región de Prešov, Eslovaquia, con una población estimada a final del año 2024 de 503 habitantes.
Se encuentra ubicado en el centro-norte de la región, cerca del río Ondava (cuenca hidrográfica del río Tisza) y de la frontera con  Polonia.

## Demografía
| Año        | 1994 | 2004    | 2014    | 2024    |
| ---------- | ---- | ------- | ------- | ------- |
| Población  | 521  | 558     | 549     | 503     |
| Diferencia |      | +7,10 % | −1,61 % | −8,37 % |

| Año        | 2023 | 2024    |
| ---------- | ---- | ------- |
| Población  | 513  | 503     |
| Diferencia |      | −1,94 % |